# Mango Creek
Mango Creek – miasto w Belize, w dystrykcie Stann Creek. W 2000 roku, miasto zamieszkiwało 2929 osób.